# Bryant Tuckerman
Louis Bryant Tuckerman III (* 28. November 1915 in Lincoln, Nebraska; † 19. Mai 2002 in Briarcliff Manor, New York) war ein US-amerikanischer Mathematiker und Kryptologe. 
Er war der Sohn von Louis Bryant Tuckerman II, einem Physiker und Materialwissenschaftler beim National Bureau of Standards. Er studierte an der Princeton University Mathematik, unterbrochen von Entwicklungsarbeiten an Navigation für Panzer im Zweiten Weltkrieg. 1947 wurde er in Princeton promoviert mit einer Arbeit über Topologie (The Embedding of Products and Joins of Complexes in Euclidean Spaces). Danach unterrichtete er mehrere Jahre Mathematik an der Cornell University und am Oberlin College und schloss sich dann der Computer-Gruppe von John von Neumann am Institute for Advanced Study an, bei der er fünf Jahre blieb. Den Rest seiner Karriere forschte er als Mathematiker bei IBM im Thomas J. Watson Research Center.
In den 1970er Jahren gehörte er dort zum Team, das den Data Encryption Standard entwickelte. Auch sonst befasste er sich bei IBM viel mit Kryptographie und Datensicherheit.
1962 veröffentlichte er historische Ephemeridentafeln zu Sonne, Mond und Planeten von 601 vor Christus bis 1649 nach Christus. Sie fanden insbesondere bei Historikern Verwendung. 1971 entdeckte er die 24. Mersenne-Primzahl. Damals war das die größte bekannte Primzahl.
Als Student in Princeton widmete er sich mit anderen Kommilitonen (wie John W. Tukey, Richard Feynman) auch dem Papierfalt-Spiel Flexagon (und dessen topologischen Aspekten), das der britische Student Arthur Harold Stone dort 1939 einführte. Das Spiel wurde später von Martin Gardner popularisiert.